# Корж, Макс
Макси́м Анато́льевич Корж (род. 23 ноября 1988, Лунинец, Брестская область) — белорусский певец, автор песен и композитор.

## Биография
В раннем возрасте родители отдали Максима в музыкальную школу. В 16 лет он с друзьями создал музыкальную группу LunClan, которая просуществовала недолго. После этого было ещё несколько проектов, но все они не имели большого успеха. Максим записывал песни и на белорусском языке.
После всех неудач Максим попробовал себя в роли битмейкера, сочиняя музыку для других исполнителей. Эта идея также не увенчалась успехом, после чего Макс стал петь сам под свои же инструменталы.
Во время учёбы в Белорусском государственном университете записал свою первую сольную песню. Проучившись в БГУ до второго курса, решил, что учёба мешает музыке, бросил университет и всерьёз занялся музыкальной деятельностью. Записал песню «Небо поможет нам» за 300 долларов, которые занял у своей мамы, и выложил её в социальной сети «ВКонтакте». Сопродюсерами песни «Небо поможет нам» выступил дуэт диджеев «Magic Sound». После этого Максима забрали в армию (2009—2011), а когда он вернулся, то узнал, что песня стала популярной в интернете. За это время песня собрала внушительную аудиторию, её даже взяли для транслирования в эфире некоторые минские радиостанции. После этого он начал активно «рассылать» свои песни диджеям, чтобы они крутились в клубах.
Корж несколько лет был участником минской тусовки M.U Skool, объединявшей молодых минских артистов. Среди них был и Олег ЛСП, вместе с которым Корж участвовал в шестом командном баттле hip-hop.ru в группе ШREC Про.
В 2009 году Корж участвовал в группе «MCity». Видео «Поднимай звук» стало первым клипом с участием Коржа."Я выступал в клубе Madison перед пятнадцатью пьяными посетителями, сам напивался и отрывался с ними", — так он вспоминал то время. Выстрелить с «клубным R&B» не получилось, и Макс вернулся к сольному творчеству. Городская легенда гласит, что в 2011 году он занял у родителей денег, чтобы записать «Небо поможет нам», опубликовал её во Вконтакте, после чего ушёл на сборы в армию. А когда вернулся, песня стала хитом минских клубов. И вошла в его дебютный альбом «Животный мир».

## Сольная карьера
7 апреля 2012 года Макс Корж выпустил первое музыкальное видео на песню «Небо поможет нам». Видеоклип быстро занял лидирующее место в музыкальных чартах.
Летом 2012 года Макс Корж выпустил первый альбом под названием «Животный мир». В альбом вошло 16 песен, слова которых написал сам певец. В этом же году он подписал контракт с лейблом Respect Production, где числятся такие известные артисты, как «Каста», Чаян Фамали, Жара. Это позволило организовывать концерты не только в Беларуси, но и в России и в Украине.
На вопрос корреспондента газеты «Аргументы и факты» «О чём песни в альбоме?» певец Макс Корж ответил:

«В течение трёх лет я писал песни, после чего собрал их воедино и заметил, что все эти песни подходят под одну тематику, которую я определил названием „Животный мир“. Альбом написан для аудитории разных возрастных категорий, от подросткового возраста до более взрослого. Основной упор идёт на человеческие пороки, которых у нас достаточно много, и все они разные, от измены до преступления.».

В начале 2013 года была серия концертов «Взлётный март» в Беларуси, России и Украине. Концерт в Минске прошёл 7 марта 2013 года во Дворце спорта, несмотря на то, что Макс долго сомневался по поводу места проведения этого концерта, так как можно было очень здорово «попасть на деньги», ведь далеко не каждый белорусский музыкант сможет собрать такую большую аудиторию. На концерт Макса же пришло 6,5 тысяч человек — больше чем на концерт Мэрилина Мэнсона.
Летом 2013 года стал участником Премии Муз-ТВ в номинации «Прорыв года».
В октябре 2013 года Макс Корж принял участие в сборнике белорусскоязычного рэпа «Жалуды», предоставив в нем композицию на белорусском языке.
2 ноября 2013 года Макс Корж в Минск-Арене презентовал свой второй альбом «Жить в кайф». Впервые в музыкальной истории Белоруссии белорусский артист собрал самую крупную площадку страны, вмещающую в себя 13 тысяч человек.
Популярное интернет-издание «Афиша-Волна» прокомментировало творчество певца вот так:

«Макс Корж — это эстрадный хип-хоп, клубный напор в стилистике „давай, красава“ и дворовая искренность под шестиструнку. Это удивительный и сметливый гибрид низовых жанров, дающий на выходе стопроцентные бестселлеры, от которых при всем желании трудно отвязаться».

В 2013 году, по версии сайта Rap.Ru, пластинка «Жить в кайф» заняла 4-е место в списке лучших русскоязычных альбомов. Также. в 2013 году Макс Корж занял второе место в конкурсе музыкального телеканала A-One Hip-Hop Music Channel «Артист года». В рейтинге Google Trends Украина «Человек года-2013» Макс Корж занял 9 место.
В 2014 году был организован масштабный концертный тур «Вырванный май». Во время него Максу удалось собрать 6000 зрителей на футбольном манеже в Минске 10 мая и полный дворец спорта «Лужники» в Москве 24 мая.
В июне 2014 года Макс Корж победил в номинации «Альбом года» Премии Муз-ТВ 2014 с пластинкой «Жить в кайф».
В октябре 2014 года Макс Корж выпустил свой третий альбом, который получил название «Домашний». После этого, певец отправился в очередной тур с презентацией альбома. Под вывеской «Большой Flat» прошли концерты в странах СНГ и некоторых европейских городах.
В июне 2015 года Макс Корж был номинирован на три номинации Премии Муз-ТВ 2015: «Лучший хип-хоп проект», «Лучший альбом» и «Лучшее концертное шоу».
10 февраля 2016 года Служба безопасности Украины запретила Максу Коржу въезд на Украину на 5 лет по причине его выступления в аннексированном Крыму. Штамп в паспорте о запрете на въезд на Украину артисту поставили в киевском аэропорту «Борисполь» при прохождении паспортного контроля, не сообщив причин запрета въезда.
В феврале 2016 года СБУ запретила певцу въезд в Украину на 5 лет из-за его выступления в Крыму. После прямого запроса, не обнаружив в действиях Коржа угрозы национальной безопасности, в октябре 2017 года СБУ сняла запрет на въезд в Украину.
16 декабря 2017 второй раз собрал аншлаг в «Минск-Арене» — самой крупной площадке Белоруссии.
23 декабря 2017 провёл концерт во Дворце спорта в Киеве.
22 декабря 2017 с композицией «Малый повзрослел» стал победителем VK Music Awards.
17 декабря 2021 — выход альбома «Психи попадают в топ».
2 сентября 2023 провел концерт в Риге
22 июня 2024 планируется концерт в Праге на 30 тысяч человек
29 июня 2024 состоялся концерт в Таллине.
9 августа 2025 состоялся концерт в Варшаве на 80 тысяч человек.

## Личная жизнь
Женат с 10 ноября 2012 года на Татьяне Корж (Мацкевич; род. 2 октября 1990). Через несколько месяцев после свадьбы, 5 апреля 2013 года, у пары родилась дочь Эмилия. 14 июня 2019 года родился сын Назар.
Утверждает, что Корж — не псевдоним, а настоящая фамилия, и что активный деятель белорусского партизанского движения в годы Великой Отечественной войны Василий Корж — его двоюродный прадед.

## Общественная позиция
11 августа 2020 года во время протестных акций в Беларуси призвал «тормознуть сегодня»: «Пацаны. Вы победили. Тормозните сегодня. Вы показали, что можете дать отпор. Навели движ на весь мир. Видосов хватит на месяц вперёд». Также Корж выпустил две песни с антидиктаторским подтекстом: «Времена» и «Тепло».
Осудил российское вторжение на Украину, «бомбардировку суверенного государства», отменил концерты в России, выпустил песню в поддержку Украины со словами «прав тот, кто защищает свой дом». Также 24 февраля 2024 года выпустил сингл под названием «холодное утро» с говорящей обложкой.
В октябре 2024 года близкий к ГУБОПиКу Telegram-канал написал, что Макс Корж покинул родину после вызова «на беседу» по политическим причинам.
На 2025 год «с открытой датой» запланированы его концерты в России (Санкт-Петербург, Новосибирск, Екатеринбург).

## Студийные альбомы
- 2012 — «Животный мир»
- 2013 — «Жить в кайф»
- 2014 — «Домашний»
- 2016 — «Малый повзрослел ч.1»
- 2017 — «Малый повзрослел ч.2»
- 2021 — «Психи попадают в топ»

### Синглы
- 2012 — «Небо поможет нам»
- 2012 — «Время»
- 2012 — «За тобой»
- 2013 — «Тает дым»
- 2013 — «Стань»
- 2013 — «Жить в кайф»
- 2013 — «Неважно»
- 2014 — «Амстердам»
- 2014 — «Пламенный свет»
- 2014 — «Домашний»
- 2014 — «Кто здесь отец?»
- 2015 — «Бессонница»
- 2016 — «Слово пацана»
- 2016 — «Ноябрь»
- 2016 — «Жги, сын!»
- 2017 — «Оптимист»
- 2018 — «Пролетарка»
- 2019 — «Контрольный»
- 2019 — «Шантаж»
- 2019 — «2 типа людей»
- 2020 — «Разнесём»
- 2020 — «Малолетка»
- 2020 — «Времена»
- 2020 — «Тепло»
- 2020 — «Её виной»
- 2021 — «Аттестат»
- 2021 — «Не твой»
- 2022 — «Свой дом»
- 2022 — «Наш путь»
- 2022 — «Береги её»
- 2023 — «Передел»
- 2024 — «Stress»
- 2024 — «Холодное утро»
- 2024 — «Моя девочка не верит мне»
- 2025 — «Wake up»

## Видеография

### Официальные клипы
| Год  | Клип                                 | Режиссёр                            |
| ---- | ------------------------------------ | ----------------------------------- |
| 2012 | Небо поможет нам                     | Макс Корж                           |
| 2012 | Где я (первый вариант)               | Макс Корж                           |
| 2012 | Где я (второй вариант)               | Егор Абраменко                      |
| 2013 | В темноте                            | Иван Лебедев                        |
| 2013 | Жить в кайф                          | Алексей Боченин                     |
| 2013 | Неважно                              | Макс Корж                           |
| 2013 | Эндорфин                             | Макс Корж                           |
| 2014 | Мотылёк                              | Макс Корж                           |
| 2014 | Стань                                | Рустам Романов                      |
| 2014 | Тралики                              | Алексей Белов                       |
| 2014 | Amsterdam                            | Макс Корж                           |
| 2014 | Домашний                             | Макс Корж                           |
| 2014 | Не выдумывай                         | Макс Корж                           |
| 2015 | Пламенный свет                       | Макс Корж                           |
| 2015 | Флэт feat. F.O.T.H.                  | Макс Корж                           |
| 2016 | Бессонница                           | Антон Мамоненко                     |
| 2016 | Слово пацана                         | Макс Корж                           |
| 2016 | Мой друг                             | Антон Мамоненко                     |
| 2016 | Стилево                              | Андрей Светлов                      |
| 2017 | Малый повзрослел                     | Макс Корж, Митрий Семенов-Алейников |
| 2017 | Малый повзрослел 2.0 (Розочка remix) | Макс Корж*                          |
| 2017 | Оптимист                             | Макс Корж                           |
| 2017 | Напалм                               | Макс Корж                           |
| 2018 | Малиновый закат                      | Макс Корж*                          |
| 2018 | Горы по колено                       | Макс Корж*                          |
| 2019 | Контрольный                          | Макс Корж*                          |
| 2019 | Шантаж                               | Макс Корж, Андрей Светлов           |
| 2020 | Малолетка                            | Макс Корж, Андрей Светлов           |
| 2020 | Разнесём                             | Макс Корж*                          |
| 2020 | Вспоминай меня                       | Макс Корж*                          |
| 2020 | Её виной                             | Макс Корж*                          |
| 2021 | Аттестат                             | Макс Корж*                          |
| 2021 | Не твой                              | Макс Корж                           |
| 2021 | Афган                                | Макс Корж                           |
| 2021 | Сожжены                              | Макс Корж                           |
| 2022 | Свой дом                             | Макс Корж                           |
| 2022 | Это наш путь                         | Макс Корж                           |

*Предположительно, так как режиссёр не указан.